# Allada

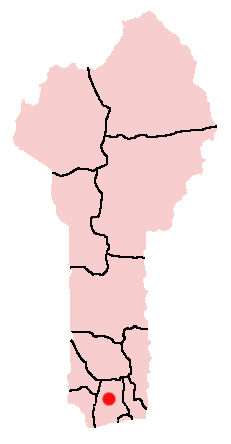
Alladas läge i Benin.

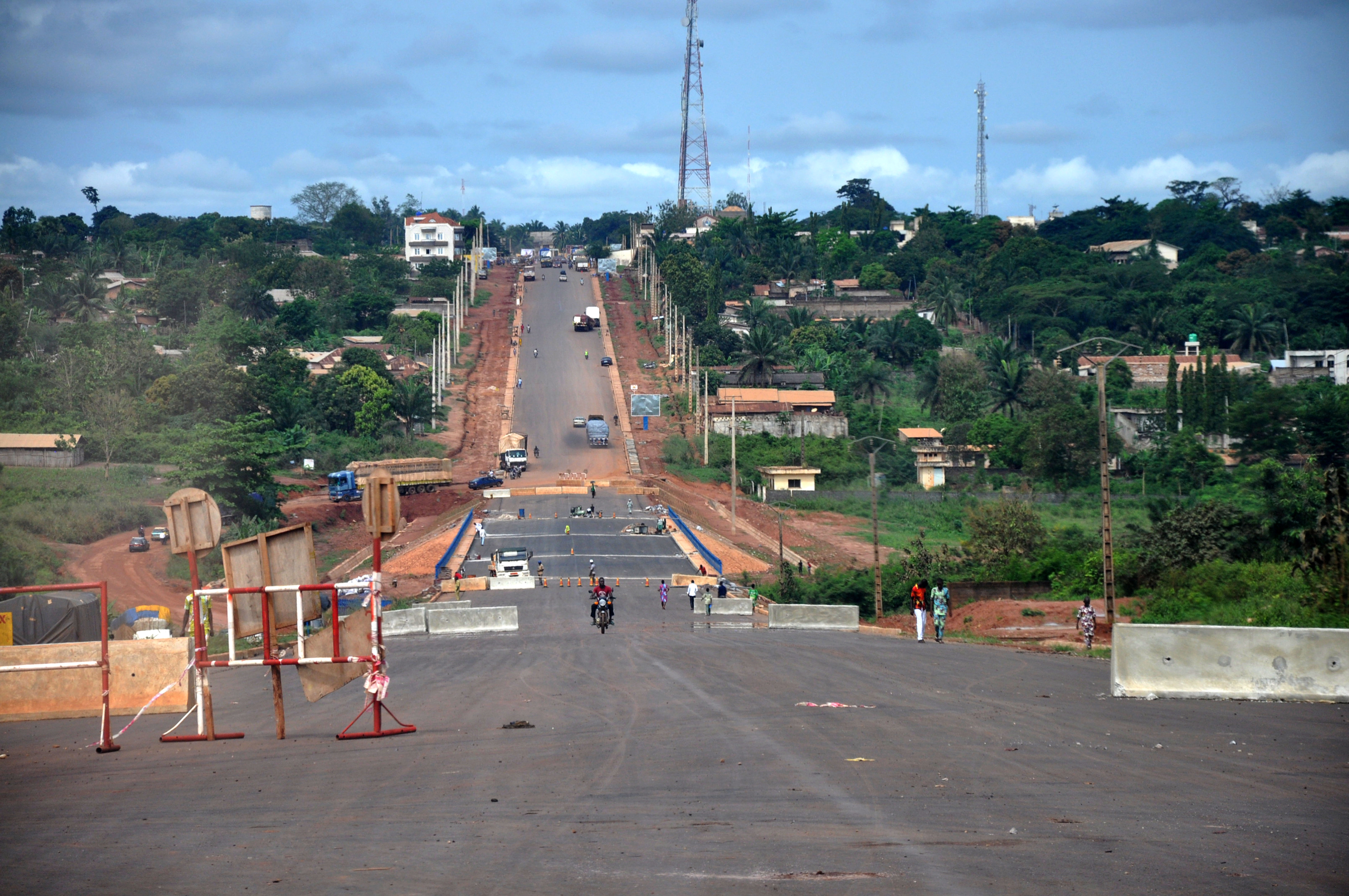
Allada

Allada är en stad och kommun i departementet Atlantique i södra Benin. Den var huvudstad i det tidigare kungadömet Fon. Staden hade 18 257 invånare 2006, med totalt 112 342 invånare i hela kommunen på en yta av 381 kvadratkilometer.

## Arrondissement
Allada är delat i tolv arrondissement: Agbanou, Ahouannonzoun, Allada, Attogon, Avakpa, Ayou, Hinvi, Lissègazoun, Lon-Agonmey, Sékou, Tokpa-Avagoudo och Togoudo.